# Nevadasilus
Nevadasilus is een vliegengeslacht uit de familie van de roofvliegen (Asilidae).

## Soorten
- N. blantoni (Bromley, 1951)